# La 2
La 2 (voorheen ook wel UHF, Segunda Cadena, La Segunda of TVE 2 genoemd) is een Spaanse publieke televisiezender. De zender, die van start ging op 15 november 1966 is een onderdeel van Televisión Española.
La 2 is een culturele zender die een alternatieve programmering biedt ten opzichte van andere algemene zenders. Naast culturele, muzikale en alternatieve informatieprogramma's, documentaires, reportages en debatten, biedt de zender ook Noord-Amerikaanse series en Spaanse en Europese films.

## Geschiedenis
Sinds 1956 bestond er in Spanje al een reguliere televisiezender, TVE (tegenwoordig La 1), die beheerd werd door het Ministerie van Informatie van het regime van Franco. Als in de jaren 60 de techniek ontwikkeld wordt om op Ultra high frequency (UHF) televisiesignalen over te zenden, wordt in Spanje door de Minister van Informatie Manuel Fraga besloten om, net als in andere Europese landen, een zender op te starten op die frequentie. Op 1 januari 1965 wordt er begonnen met experimentele uitzendingen en vanaf 15 november 1966 beginnen de reguliere uitzendingen op dit kanaal, dat naast TVE1 zou bestaan. In de volksmond wordt deze nieuwe zender UHF genoemd, ter onderscheid van de al bestaande zender die op VHF uitzendt. De meeste televisiebezitters konden deze zender niet ontvangen, omdat een speciale ontvanger of op z'n minst een decoder vereist was.
Er werd besloten van de eerste zender een meer algemene zender te maken, en om op de tweede zender meer specialistische programma's aan te bieden. In de eerste jaren gebruiken beginnende cineasten de zender als proefkamer voor fictie en documentaires, maar er wordt bijvoorbeeld ook veel klassieke muziek op uitgezonden. Omdat het tot 1982 zou duren voordat UHF in heel Spanje te ontvangen was, is deze zender lang het kleine broertje van het eerste kanaal geweest: succesvolle programma's op de tweede zender gingen over naar de eerste zender.
Na de dood van Franco krijgt de zender een nieuwe stimulans door het einde van de censuur. Er komen debatprogramma's en een ander voorbeeld van een programma dat voorheen ondenkbaar was, is La edad de oro (1983-1985), dat voortkwam uit de Movida madrileña. In 1983 ondergaat de zender een herziening van de huisstijl en wordt hij officieel TVE-2. Eind jaren 80 is opnieuw zo'n herziening nodig, om de concurrentie aan te kunnen gaan met de commerciële zenders die vanaf 1990 in Spanje te ontvangen zijn. In 1991 verandert de naam wederom, in La dos. De zender versterkt zijn identiteit en krijgt een diversere programmering. Zo worden er Amerikaanse series uitgezonden waarvoor geen plaats is op het eerste kanaal, zoals Married... with Children en The Simpsons. Daarnaast wordt er ook een groot aantal eigen producties uitgezonden.
Sinds 2010 promoot TVE La 2 als een alternatieve, culturele zender. De zender neemt een deel van de programmering van het verdwenen themakanaal Cultura·es over, en alle programma's met een andere inhoud verdwijnen. De redactie van de zender verhuist van de Torrespaña naar Sant Cugat del Vallès.

## Programmering
'La 2' richt zich vandaag de dag voornamelijk op cultuur, en richt zich op een jong en stedelijk publiek. Er worden op primetime Spaanse en Europese films, en onafhankelijke films uitgezonden. Daarnaast is er ook ruimte voor documentaires. Met name de natuurdocumentaires op de zender genieten een grote populariteit. Daarnaast brengt de zender actualiteitenprogramma's en reportages over wetenschap, muziek, literatuur en kunst en cultuur in het algemeen. Het populairste programma van de zender is Saber y ganar, een algemene kennisquiz die sinds 1997 uitgezonden wordt.